# Gabriella Quevedo
Gabriella Quevedo est une guitariste suédoise née le 12 janvier 1997 à Kinna.

## Biographie
En 2009, elle commence à apprendre la guitare en écoutant son père avec lequel, en 2017, elle joue en duo Shape Of My Heart de Sting et du guitariste argentin Dominic Miller.
En 2010, rêvant de devenir guitariste fingerstyle soliste professionnelle, elle publie sa première vidéo YouTube, une interprétation de Missing you de Sungha Jung. Elle a trente-trois abonnés YouTube.
En 2011, en tournée en Suède, Sungha Jung, l'invite à jouer ensemble Billie Jean de Michael Jackson au Paladium de Växjö. Elle a quatre mille abonnés YouTube.
En 2014, son interprétation d'Hotel California,, des Eagles, dans un arrangement de Tomi Paldanius, est écoutée plus de dix-huit millions de fois sur sa chaîne ayant plus de cent millions de visiteurs et d'un demi-million d'abonnés YouTube.
En 2016, elle fait la tournée asiatique « All female guitar night » (nuit de la guitare féminine) avec Sandra Bae (산드라 배) et Kanaho (奏帆) Sugiyama au Japon,, Corée du Sud, Taiwan avec Chi Chuan Hsu (綺娟) et en Chine.
En 2017, elle crée la société Gabriella Quevedo Music. Elle est autodidacte, ne chante pas et commence à interpréter ses premiers arrangements.
En 2018, le label United Screens produit pour les principaux magasins de musique en ligne son premier album « Acoustic Cover Songs Vol. 1 » de ses arrangements de standards de musique pop.
En 2019, propulsée par YouTube Music, Gabriella Quevedo publie ses premiers titres originaux « Last Time » et « Remember » pour le label United Screens qu'elle enregistre au studio de Benny Andersson sur l'île de Skeppsholmen au centre de Stockholm.

« Ingen kan säga åt mig vad jag ska göra, jag måste vilja det själv. »

— Gabriella Quevedo

## Discographie
- 2018 : Acoustic Cover Songs Vol. 1 (United Screens)| 1.    | Another Brick In The Wall          | 4:27 |
| 2.    | Back                               | 3:41 |
| 3.    | Blackbird                          | 2:30 |
| 4.    | Californication                    | 5:55 |
| 5.    | Dancing Queen                      | 3:40 |
| 6.    | Fragile                            | 3:35 |
| 7.    | Here Comes the Sun                 | 3:10 |
| 8.    | I See Fire                         | 4:05 |
| 9.    | Libertango                         | 2:42 |
| 10.   | Money Money Money                  | 3:16 |
| 11.   | Sorry Seems to Be the Hardest Word | 3:44 |
| 12.   | Time In a Bottle                   | 2:44 |
| 13.   | Under the Bridge                   | 3:52 |
| 14.   | We Are the Champions               | 3:00 |
| 15.   | When the Children Cry              | 4:55 |
| 16.   | Wonderful Tonight                  | 3:36 |
| 58:52 |                                    |      |

## Concerts
- 2012 : Allemagne : Lemgo avec Hansel Pethig[21]. Blomberg avec Sungha Jung[3]. Suède : Gothenburg avec Tommy Emmanuel[1].
- 2013 : Allemagne : Blomberg avec Adam Rafferty (en)[22]. Suède : festival de guitare de Sundsvall[23].
- 2014 : Suède : Stockholm, Jönköping, Gothenburg avec Sungha Jung[24], Kinna, festival international de guitare à Uppsala (en)[25]. Norvège : festival de guitare de Larvik[26].
- 2015 : Suède : Gothenburg : première partie incluant Hotel California lors du concert d'Andy McKee. Fuzz Guitar Show 15[27].
- 2016 : Japon[13] : Tokyo, Kyoto. Corée du Sud : Busan, Séoul. Taiwan : Tainan, Hualien, Taipei. Chine[16] : Guang Zhou, Cheng Du, Chong Ging, Chang Sa, Shanghai, Beijng.
- 2016 : États-Unis : Anaheim, performance live Ebon Coast d'Andy McKee pendant le salon NAMM[28] pour Taylor Guitars[29].
- 2016 : Allemagne :  Treppendorf Burgebrach, concert Thomann Akustik Guitar Day[30]. Suède : forum international de guitare de Borås à la maison de la culture de Brygghuset[9].
- 2017 : Suède : à Kinna Krog, elle joue Superstition de Stevie Wonder et est invitée au festival de guitare de Sundsvall et à celui de Larvik en Norvège[26].

## Radios
- 2014 :  Sveriges Radio P4 Gothenburg (sv) : Gabriella Quevedo et Sungha Jung à la matinale[24].
- 2016 : 『Kyoto Air Lounge』 (KAL 京都 α-Station) : Natsuko Mori (森 夏子) reçoit Gabriella Quevedo (ガブリエーラ・ケヴェド) et Sandra Bae (サンドラ・ベー)[14].
- 2017 :  Sveriges Radio P4 Sjuhärad (sv) : Rencontre avec Gabriella Quevedo[4].
- 2017 :  Radio Fidélité : Guitare passion de David Marnay[31].
- 2019 :  Classic 21 : Zapping 21[32].

## Récompenses
- 2012 : prix des jeunes talents du festival international de guitare d'Uppsala (en), Suède[2],[25]. Elle est la première jeune fille à gagner ce prix[33].
- 2014 : prix du public de la meilleure reprise instrumentale de Young Girls de Bruno Mars dans le concours de Ryan Seacrest[34],[35].
- 2016 : prix Albin Hagström de l'Académie royale de musique de Suède[36],[37].

### Note
1. ↑  « Personne ne peut me dire ce que je dois faire. Cela doit venir de moi-même[20]. »